# Solveig Hedengran
Solveig Hedengran (født 26. april 1910 i Stockholm, død 29. april 1956 i Stockholm) var en svensk skuespillerinde. Hedengran spillede med i rundt regnet 30 svenske film mellem 1919 og 1956.

## Udvalgt filmografi
- 1919 – Synnøve Solbakken (Synnöve Solbakken)
- 1928 – Ådalens poesi
- 1929 – Rågens rike
- 1934 – Synnøve Solbakken (Synnöve Solbakken)
- 1935 – Skärgårdsflirt
- 1936 – Raggen – det är jag det
- 1937 – Lajla
- 1938 – Kamrater i vapenrocken
- 1939 – Melodin från Gamla stan
- 1939 – Mot nya tider
- 1940 – Swing it, magistern!
- 1942 – Tre glada tokar
- 1945 – Barnen från Frostmofjället
- 1947 – Mästerdetektiven Blomkvist
- 1949 – Kärleken segrar
- 1953 – Mästerdetektiven och Rasmus
- 1953 – All jordens fröjd